# ألفين فرويدنبرج
ألفين فرويدنبرج Alwin Freudenberg (ولد في 19 نوفمبر 1873 في كامينتس - ومات في 30 يونيو 1930 في رادبويل) هو كاتب وتربوي ألماني.
كان فرويدنبرج يصنف نفسه على أنه أديب تربوي. فقد ألف العديد من كتب الأطفال والشبيبة والقصائد وأغاني الأطفال. ومن أبرز أعماله قصيدته الهزلية التي نظمها في عام 1910 بعنوان «عن العملاق تيمبيتو» Vom Riesen Timpetu, التي ما زالت مشهورة ومتداولة حتى الآن في كتب الأطفال والمختارات الأدبية. وتحتل مجلته التربوية «الحرب والمسيحية» Krieg und Christentum التي ظهرت في عام 1918 مكانة خاصة بين أعماله.

## روابط خارجية
- ألفين فرويدنبرج على موقع ميوزك برينز (الإنجليزية)